# Antoine III d'Isches
Antoine III de Choiseul, marquis d'Isches, est un gentilhomme, courtisan et officier lorrain, qui s'est rendu illustre  au cours de la guerre de Trente Ans, particulièrement au cours du premier siège de La Mothe, survenu en 1634. 

## Une famille proche de la cour ducale
Les seigneurs d'Isches sont issus de la branche d'Aigremont de la maison de Choiseul . Cette branche est installée à Isches depuis le XVe siècle et y possède l’actuel ''château d'Harcourt'', toujours visible. Antoine de Choiseul d'Isches, troisième du nom, est le fils aîné d'Antoine II d'Isches et de Jeanne de Lavaulx. Il épouse en 1609 Chrétienne de Bouvet, qui lui donnera quatorze enfants. 
Gentilhomme de la chambre du duc Henri II de Lorraine, gouverneur de la Mothe, place stratégique car frontalière avec la France et très bien fortifiée, son père meurt en 1617 et Antoine III lui succède à la citadelle de La Mothe pour le Duc de Lorraine Charles IV. Sa famille est très en faveur à la cour ducale. Son frère Gabriel de Choiseul est écuyer d'écurie du duc Henri II de Lorraine et leur frère Christophe de Choiseul, entré chez les Capucins sous le nom de frère Eustache après une carrière militaire, se distinguera lors du siège de la Mothe en 1634, puis lors de celui de Dole en 1636. 

## Lebrave Monsieur d'Ischeset le siège de La Mothe
En 1634, La Mothe est avec Bitche la dernière forteresse de Lorraine à n'être pas encore tombée aux mains des troupes du roi de France Louis XIII, en guerre contre le duc Charles IV[réf. souhaitée].   
Le souverain lorrain a fait entreposer à la Mothe une partie des archives et du mobilier ducal. Richelieu envoie le maréchal de La Force réduire cette dernière place forte, considérée comme la plus formidable du Duché et symbole du patriotisme lorrain. L'état-major du gouverneur a été renforcé par son frère, le capucin Eustache, le baron de Watteville, leur beau-frère, qui avait épousé Jeanne de Choiseul, autre enfant d'Antoine II et de Jeanne de Lavaulx. De plus, Jean-Baptiste Sarrazin de Germainvilliers, formé par son père Antoine II, est son lieutenant. Il dispose d'une compagnie de troupes ducales et de deux compagnies de la garde bourgeoise de la Mothe dont il dut gérer les susceptibilités.    

### Les débuts du siège: défense et sorties mothoises
Le 5 mars 1634, la garnison reçoit une première missive du maréchal de La Force, lui enjoignant de se rendre. Antoine d'Isches fait la réponse suivante :

« Moi et tous ceux qui sont sous mon gouvernement avons formé la résolution de perdre la vie plutôt que de laisser prendre cette ville, et il est certain que nous sommes tous fermement disposés à donner à notre souverain cette dernière preuve d'attachement. Pour ma part, je ne m'attends, depuis trois mois, qu'à être bien attaqué, pour avoir le plaisir de me bien défendre ! »

« Si c'est être rebelle que de se maintenir dans la fidélité que l'on doit à son maître, j'avoue que je suis coupable du crime dont vous m'accusez, ayant toujours préféré l'honneur d'être fidèle aux avantages d'une plus grande fortune. »

Le gouverneur de La Mothe refusera avec la même hauteur toutes les propositions de reddition qui suivront.[réf. souhaitée]
À partir de la mi-mars 1634, l'armée française rase les villages alentour et commence à s'installer, construisant des fortins pour tenir les accès à la ville, consolidant ses positions d'artillerie et entreprenant de grands travaux de terrassement du côté méridional face à Vrécourt, afin de préparer une attaque.[réf. nécessaire]
Pour gêner ces travaux, Antoine d'Isches réalise de fréquentes sorties hors des remparts, sorties qu'il mène souvent en personne. Face à ces attaques meurtrières, les troupes françaises finissent par éviter systématiquement le combat en se terrant dans leurs postes. Pour moquer leur couardise, monsieur d'Isches envoie une troupe de musiciens jouer en-dessous des murs de la ville, criant aux Français que s'ils avaient apparemment peur de se battre, ils ne refusaient apparemment pas de danser.

### Intensification des opérations et bombardement de la ville
La chute de Bitche le 18 mai permet au maréchal de La Force de revenir conduire le siège en personne, amenant avec lui toute l'infanterie et l'artillerie disponibles. Richelieu, agacé par la résistance de La Mothe et souhaitant en finir, lui donne l'ordre d'employer tous les moyens nécessaires pour faire plier la forteresse.[réf. nécessaire]
L'armée française entreprend de bombarder la ville avec brutalité : les boulets de canons incendiaires frappent autant les maisons et les civils que les remparts et les soldats. Parmi les officiers français se trouve le jeune Turenne, alors âgé de 23 ans. 
Fin mai, une missive du Duc de Lorraine parvient à La Mothe, qui félicite la ville et son gouverneur pour sa belle défense, et l'assure qu'ils seront secourus d'ici un mois. Les renforts promis par le duc ne viendront jamais. 
Tout au long du siège, Antoine d'Isches sera toujours présent au plus fort du danger, se portant sur les bastions menacés, encourageant, relevant le courage de ses hommes et des habitants. Il est accompagné de sa bannière personnelle, figurant saint Antoine l'Ermite agenouillé devant la Vierge Marie et le chiffre du duc Charles IV . 
Il organise la défense, fait renforcer ou réparer les bastions. Il prend également soin de la population civile, en luttant contre la pénurie et les trafics et en limitant les réquisitions. Il prend des mesures d'hygiène et fait visiter les puits et citernes par les médecins pour éviter les infections. Pour lutter contre l'inflation, il fait frapper une monnaie obsidionale arborant sur une face le double C de Charles IV, et sur l'autre « Aut vincendum, Aut pereundum » (« Vaincre ou périr »).

### Mort d'Antoine d'Isches et reddition de La Mothe
La tranchée ouverte, les Français avancent et les combats se portent à présent au plus près des remparts. Les sorties sont désormais impossibles; les bastions sont ébranlés, les parapets effondrés, la ville en ruine. Les défenseurs, qui se battent maintenant dans les fossés et sur la brèche, ne sont plus que deux à trois cents, face à une dizaine de régiments d'infanterie français. .[réf. nécessaire]
Le 21 juin 1634, alors qu'Antoine d'Isches fait une visite sur les postes avancés au nord des remparts, il est frappé par un éclat de boulet. Il meurt en quelques instants, dans les bras de son frère Christophe, le frère Eustache, auquel il souffle : ''Mon frère, retenez-moi, je tombe, Jésus ! Maria !''. 
Ses qualités militaires, son courage et sa bienveillance envers ses sujets avaient valu au gouverneur l'admiration et l'affection de ses soldats comme de la population de La Mothe. Aussi sa mort plongea-t-elle la ville dans le désarroi et le désespoir. Pour ne pas révéler de faiblesse, il fut décidé de cacher sa mort aux Français.
Le gouverneur d'Isches fut inhumé, « avec tous les honneurs qu'il fut possible de lui rendre » , dans l'église des filles de la Congrégation de Notre-Dame. La défense de la ville fut confiée à Jean Sarrazin de Germainvilliers, son lieutenant.
Germainvilliers continua à commander la place avec courage et abnégation. Cependant, l'avancée des Français ne pouvait plus être contenue et l'explosion d'une mine qui mit à bas le bastion Saint-Nicolas, dans la nuit du 25 au 26 juillet, mit un terme aux espoirs des défenseurs devenus trop peu nombreux[réf. nécessaire].
Affamée, dévastée par les boulets de canon qui frappaient femmes et enfants aussi bien que soldats, La Mothe finit par négocier une reddition honorable et la ville fut livrée au maréchal de La Force le 26 juillet, après 141 jours de siège. La garnison fut autorisée à quitter la forteresse avec armes, bagages et enseignes déployées. La bannière de Monsieur d'Isches flottait en tête de la colonne.

## Mémoire
La mémoire du brave Monsieur d'Isches fut honorée longtemps dans le duché de Lorraine. Sa mort fut ainsi versifiée peu de temps après : 
Cest astre qui, de son aspect
              Racérénant nostre courage,
              Rendoit l'ennemis sans effect
              Et dissipoit toute sa rage,
              Lassé de luire en ces bas lieux,
              Voulut par le sort de la guerre
              Essayer, si dedans les cieux
              Le calme estoit plus grand qu'en terre.
du Boys de Riocour, ''Le Mort Ressuscité'', manuscrit inédit, vers 1640. 
’’L'annexion de la Lorraine en 1766 mit longtemps à être acceptée par la population et, jusqu'à la Révolution, l'étendard du gouverneur d'Isches, offert au XVIIIe siècle à la municipalité de Bourmont, était sorti lors des processions publiques, en mémoire des hauts faits des sièges de la Mothe.